# Trần Minh Mẫn
Trần Minh Mẫn (sinh 1962) là đại biểu Quốc hội Việt Nam khóa XII, thuộc đoàn đại biểu Long An.